# Јирки Јухани Јервилехто
Јирки Јухани Јервилехто, познатији као Џеј-Џеј Лејто (фин. Jyrki Juhani Järvilehto; рођен 31. јануара 1966. године у Еспоу) је бивши фински возач Формуле 1. Његов ментор, односно човек који га је увео у светски шампионат Формуле 1 био је фински возач Кеке Розберг, који је и предложио светској аутомобилској федерацији да Лехтоово име пише као Џеј-Џеј.